# Legacy of Kings
Legacy of Kings è il secondo album degli HammerFall pubblicato dalla Nuclear Blast nel 1998.
Rispetto al precedente album Glory to the Brave, quest'album vede l'ingresso di Magnus Rosen al basso, Stefan Elmgren alla chitarra e Patrik Rafling alla batteria.

## Tracce
1. Heeding the Call – 4:30
2. Legacy of Kings – 4:13
3. Let the Hammer Fall – 4:16
4. Dreamland – 5:42
5. Remember Yesterday – 5:05
6. At the End of the Rainbow – 4:06
7. Back to Back (Pretty Maids cover) – 3:39
8. Stronger Than All – 4:29
9. Warriors of Faith – 4:45
10. The Fallen One – 4:23

## Formazione
- Joacim Cans - voce
- Oscar Dronjak - chitarra
- Stefan Elmgren - chitarra
- Magnus Rosén - basso
- Patrik Räfling - batteria